# Stevie Richards
Michael Manna (9 de octubre de 1971) es un ex-luchador profesional y youtuber estadounidense más conocido como Stevie Richards. Manna trabajó para la Total Nonstop Action Wrestling (TNA) bajo el nombre de Dr. Stevie y bajo su verdadero nombre, para la Extreme Championship Wrestling (ECW), World Wrestling Entertainment (WWE) y brevemente, para la World Championship Wrestling (WCW). Se ha desempeñado 21 veces como el Campeón Hardcore de la WWE y ha sido dos veces Campeón en Parejas de la ECW.

## Carrera
Stevie Richards se formó en la escuela de lucha libre de "Iron" Mike Sharpe en Brick Township, Nueva Jersey después de haber sido descubierto por Dan Haney de la World Wide Wrestling Alliance fundada cerca de Filadelfia. También tiene un show de ventas en you tube bajo su nombre real, el show se llama t4 show.

### Eastern Championship Wrestling/Extreme Championship Wrestling/ ECW (1992-1996)
Luchó en la antigua ECW, donde formó el grupo bWo y también ganó el ECW Tag Team Championship con Raven. Durante este tiempo, Stevie hizo parodias de varios otros luchadores, usando nombres como Baron Von Stevie, Dude Love, "Flyboy" Stevie Rock, Lord Stevie Regal, Stevie Alexander Bagwell, Stevie Blackman y Stevie Venis.
En una lucha para determinar el Primer Contendiente por el Campeonato del Mundo de ECW sufrió una grave lesión en el cuello que requirió varias operaciones.

### World Championship Wrestling (1997)
Richards rompió su retiro en agosto de 1997, firmando un contrato con World Championship Wrestling. Hizo su debut en el episodio del 13 de julio de 1997 de WCW Monday Nitro , enfrentando a Raven, quien también acababa de firmar con WCW. En el Clash of the Champions XXXV el 21 de agosto de 1997, Raven derrotó a Richards en un partido sin descalificación. En septiembre de 1997, Richards se reincorporó a Raven, y se sentó con él en la audiencia durante los eventos de la WCW. 

### Circuito independiente (1997-1999)
Después de abandonar la WCW, Richards luchó por varios partidos para la ECW en diciembre de 1997 antes de regresar al circuito independiente, donde compitió principalmente en el noreste de los Estados Unidos .
En agosto de 1998, Richards derrotó a Doug Gilbert para ganar el Campeonato Nacional Pesado de la NWA . Gilbert recuperó el título en octubre de 1998 en la Aniversario de la NWA . En noviembre de 1998, Richards se unió a Maryland Championship Wrestling , ganando el MCW Tag Team Championship con Earl the Pearl en su primer partido. El dúo mantuvo los títulos hasta febrero de 1999. En abril de 1999, Richards ganó un torneo de ocho hombres para el vacante NWA 2000 Heavyweight Championship. En la supercarda independiente Break the Barrier el 15 de mayo de 1999, Richards ganó el Campeonato de peso pesado APWF, que mantuvo hasta agosto de 1999.
Richards planeaba retirarse de la lucha profesional para estudiar tecnología de la información en el Community College de Filadelfia . Sus planes cambiaron cuando le ofrecieron un contrato con la World Wrestling Federation a mediados de 1999.

### World Wrestling Federation/ Entertainment (1999-2008)

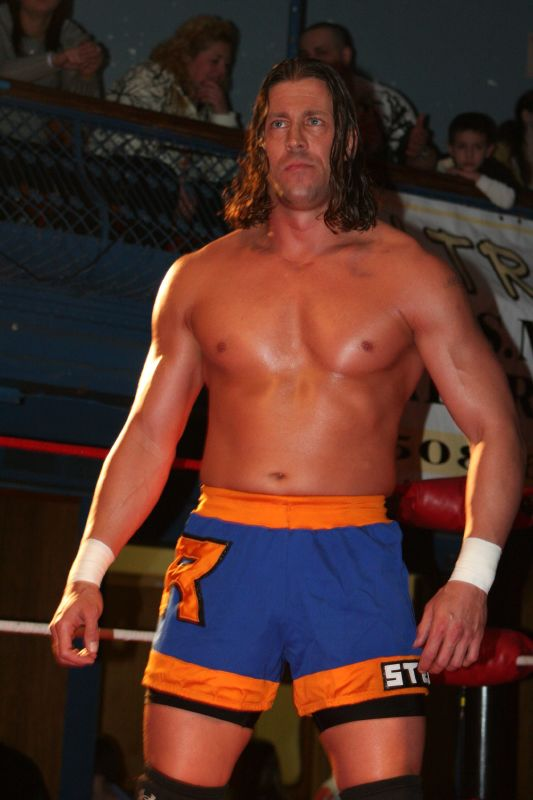
Richards en 2009.

#### Imitaciones; Right To Censor (1999-2001)
En 1999, Richards se unió a la WWF a tiempo completo. Debutó en el episodio del 15 de agosto de 1999 de Sunday Night Heat , ayudando a su antiguo compañero bWo, The Blue Meanie, a ganar un partido contra Al Snow. Los dos formaron un equipo de etiqueta de corta duración, antes de que Richards adoptara un personaje de imitador.
Vestiendose de otros luchadores, apareció como un Acolyte , un Dudley Boy, un vampiro de The Brood y hasta Dude Love (personaje de Mick Foley). Después de eso, se hizo pasar por Test, Chyna y Chris Jericho, antes de ser marginado por una lesión en el tobillo. Volvió a pelear en Jakked y Metal , donde perdió la mayoría de las veces. Desafió tanto a Dean Malenko como a Scotty 2 Hotty por el Campeonato WWF de peso semipesado en este período, sin éxito.
Después de que Sable abandonó el WWF, Richards y The Blue Meanie filmaron una serie de viñetas que la rodearon titulada "The Blonde Bytch Project" (una parodia de The Blair Witch Project). Una viñeta se emitió en la edición del 23 de agosto de Raw. El resto finalmente no lo hizo, ya que el presidente de WWF, Vince McMahon , no sintió que serían comprendidos.
Richards regresó a RAW el 26 de junio de 2000, con una nueva apariencia y un truco, de pelo corto y con camisa y corbata, que recuerda el personaje de Michael Douglas de la película Falling Down. Durante las siguientes semanas, recortó las promociones que condenaban el alto contenido de la programación de WWF y la predicación de valores conservadores (el gimmick era una referencia burlona al Parent Television Council , que en ese momento criticaba públicamente el contenido de WWF). Se convirtió en un talón en toda regla , formalizó su nombre a "Steven Richards" y formó un stable conocido como Right To Censor (el Derecho a la censura en español). Lavo el cerebro (Kayfabe) y reclutó a The Godfather.(renombrado como Goodfather), Bull Buchanan, Ivory y Val Venis. Cuando Chyna apareció en la revista Playboy , Right to Censor objetó, y se peleó con ella y su novio (en pantalla), Eddie Guerrero.

#### Stevie Night Heat (2002-2004)
Después de que Right to Censor se separara, Richards desapareció de la televisión por un corto tiempo. ¡Regresó a SmackDown! para cortar una promoción que condena a The Undertaker por atacar a Right to Censor y hacer que se disuelva. Cuando The Undertaker se enfrentó a Richards, KroniK lo atacó. Richards anunció su alianza con el equipo de etiqueta de WCW, convirtiéndose así en un miembro de facto de The Alliance . Él manejó a Kronik en un partido contra The Undertaker y Kane , luego de lo cual Kronik fue liberado de la WWF.
Richards luego apareció principalmente en los "B shows", Jakked y Metal , hasta que Team Alliance perdió en Survivor Series en 2001. Richards fue despedido (en las historias) junto con el resto de la lista de la Alianza por Vince McMahon. Ric Flair pudo salvar su trabajo y reclutarlo para la marca Raw.
Allí, se convirtió en veintidós veces campeón de Hardcore, intercambiándolo varias veces con Bubba Ray Dudley, Booker T, Crash Holly, Shawn Stasiak, Justin Credible, Bradshaw, Terri y Tommy Dreamer. 
Richards formó una alianza con Victoria a fines de 2002, como una pareja mentalmente desequilibrada que se ayuda mutuamente a ganar sus partidos. A menudo la ayudó a retener el Campeonato Femenino de la WWE. Esto llevó a una pelea con Bubba Ray Dudley y Trish Stratus, quienes ganarían sus títulos en un combate por equipos en RAW. Cuando Victoria volvió la cara , el dúo se separó en silencio.
Alrededor de este tiempo, se proclamó a sí mismo "Gerente General de Heat ", un título que no tenía autoridad real. En agosto de 2004, Richards comenzó a aparecer como "The Mystery Woman" durante los partidos de Victoria, ayudándola a ganar. La identidad dolorosamente obvia de Mystery Woman fue "revelada" en Unforgiven, luego de que "ella" salvara a Victoria de Tyson Tomko y Trish Stratus. Richards luego perdió rápidamente una partida improvisada con Tomko. Tuvo una racha de derrotas en el Heat desde el 19 de abril de 2004 hasta el 3 de diciembre de 2006 (cuando derrotó a Rene Dupree).

#### Reunión de la bWo (2005-2006)
Richards fue legítimamente herido durante el primer partido de Raw de Chris Masters en febrero de 2005, cuando un martillo polaco se rompió la nariz y el hueso orbital. Después de curarse, Richards se enfrentó a Masters en una revancha, pero perdió de nuevo.
Richards participó en el evento de la reunión de ECW, una noche de la noche de ECW en 2005, se reunió con sus dos compañeros y proclamó "Tenemos solo tres palabras para usted. ¡Nos estamos haciendo cargo!" Luego dejó caer The Sandman con un Stevie Kick.
Richards fue cambiado a SmackDown! el 30 de junio de 2005, y reformó la bWo con Nova y The Blue Meanie. En The Great American Bash, los dos perdieron contra The Mexicools (Juventud Guerrera, Psicosis y Super Crazy) en un partido de seis hombres.
Richards y luego tuvieron una corta estadía en WWE Velocity, dejando caer el truco bWo ya que perdió a Hardcore Holly y Booker T. Después del 6 de septiembre, desapareció de la televisión durante más de seis meses. Regresó para una batalla interpromotional real de 18 hombres en WrestleMania 22.

#### ECW (2006-2008)
¡Poco después de la introducción de la marca ECW en 2006, Richards dejó SmackDown! Brand se unió al programa "WWE vs ECW Head to Head" el 7 de junio de 2006. Luchó en el programa semanal de ECW con su antiguo nombre de timbre de Stevie Richards. Pronto regresó a su personaje de talón , encendió los otros originales de ECW y se puso del lado de las nuevas estrellas. Su primera victoria en el programa semanal de ECW fue el 5 de septiembre de 2006, sobre Balls Mahoney , luego de la interferencia de Kevin Thorn , quien estaba peleando con Mahoney en ese momento. 
Richards luchó ante el primer pay-per-view de la marca ECW, diciembre para Dismember , derrotando a Rene Dupree en un combate oscuro. Aparte de este partido, no apareció en ECW entre septiembre de 2006 (cuando se unió a la primera versión de New Breed - Test de ECW , Mike Knox y Hardcore Holly) y en febrero de 2007 (cuando perdió ante CM Punk por segunda vez).
Richards fue un leñador en el partido anterior al WrestleMania 23 Lumberjack Tag Team. Luego pasó a perder contra CM Punk tres veces más. A mediados de 2007, Richards volvió la cara de nuevo, y se asoció con Tommy Dreamer contra The New Breed en la casa muestra , en sustitución de The Sandman (quien fue seleccionado a Raw) en los ECW Originals.
El 24 de julio, Richards derrotó a Kevin Thorn invirtiendo un powerbomb crucifijo en un pin de retroceso. Esta fue su primera victoria en la televisión de la WWE desde diciembre de 2006. En una revancha la próxima semana, fue dominado, una vez más derrotado a Thorn, a través de un roll-up. El 7 de agosto, fue emboscado por Thorn mientras daba una entrevista detrás del escenario. Una vez más, derrotó a Thorn el 14 de agosto por descalificación por decisión inversa , cuando Thorn continuó agrediéndolo luego de ganar el partido inicialmente. Richards emboscó a Thorn durante una entrevista la semana siguiente. Se asoció con Tommy Dreamer y perdió con Thorn y Elijah Burke. Una semana después, se unió a CM Punk y los derrotó.
Richards fue eliminado de la Elimination Chase para el Campeonato de ECW en el episodio del 18 de septiembre de ECW . Luego desapareció de la programación de la WWE para someterse a una cirugía de garganta. 
Richards hizo su regreso en el episodio del 12 de febrero de 2008 de ECW , derrotando a Rory Fox con su firma Stevie-T. Luego venció a James Curtis , luego a Mike Knox (la victoria final de Richards en WWE TV).
En los meses siguientes, Richards luchó en la batalla real de 24 hombres de WrestleMania, perdió ante Shelton Benjamin, The Great Khali y Mike Knox en partidos individuales, se unió a Kelly Kelly para perder contra Mike Knox y Layla y fue uno de los catorce ECW. luchadores que enfrentaron a Triple H y al Mr. Kennedy en un 14 en 2 Handicap Match en Raw . Comentó sobre el partido de Reglas extremas entre Mike Knox y Tommy Dreamer en el episodio 100 de ECW.

#### Regreso a SmackDown! y Partida (2008)
Richards permaneció en la marca ECW después del Draft de junio de 2008, ¡pero luchó en sus últimos tres partidos de la WWE en SmackDown! . Perdió ante Vladimir Kozlov dos veces en julio de 2008, y contra The Brian Kendrick el 15 de agosto. Poco después fue liberado de su contrato con la WWE.

### Total Nonstop Action Wrestling (2009-2011)
El 12 de febrero del 2009, en una edición de TNA Impact!, debutó como Dr. Stevie, el psicoterapeuta de Abyss. Desde su debut como el Dr. Stevie, Manna todavía no había mostrado su rostro en la televisión, ya que la cámara siempre se coloca detrás de él durante sus períodos de sesiones con Abyss y recientemente con Daffney. Su identidad se conoció en el mundo oficialmente cuando interfió en la lucha de Abyss contra Matt Morgan en Lockdown 2009. En Sacrifice Abyss se enojó con Stevie y le propinó una chokeslam sobre un montón de chinchetas, después de haber amenazado Lauren, novia de Abyss. En la edición del 28 de mayo de Impact!, Raven hizo su regreso a TNA atacando a Abyss y uniéndose a Stevie.
En Bound for Glory, ambos stables se enfrentaron en un Lethal Lockdown match, donde EV 2.0 (Tommy Dreamer, Sabu, Stevie Richards, Raven & Rhino) derrotó a Fortune (A.J. Styles, Kazarian, Robert Roode, James Storm & Matt Morgan), terminando el feudo. Tras esto, se pactó otra lucha en Turning Point entre EV 2.0 y Fortune, en donde el equipo ganador elegiría un miembro del perdedor para ser despedido. En el evento, Fortune (A.J. Styles, Kazarian, Robert Roode, James Storm & Douglas Williams) derrotó a EV 2.0 (Sabu, Stevie Richards, Brian Kendrick, Raven & Rhino), eligiendo a Sabu para que fuera despedido. A causa de esto, la semana siguiente se enfrentó a Styles, pero fue derrotado por él. Tras esto, estuvo inactivo hasta que el 8 de enero dejó la empresa.

### Regreso al circuito independiente (2011-2021)
En 2012 se unió a la empresa de Shane Douglas Extreme Rising, donde tras meses de luchar, el 29 de diciembre de 2012 derrotó en la final de un torneo a Rhino, coronándose como el primer campeón de la empresa. Retuvo el título hasta el 1 de marzo de 2014, cuando lo perdió en un evento de la ECWA ante Luke Hawx.
Stevie pasó la mayor parte de 2013 y 2014 defendiendo el Campeonato del Mundo Extreme Rising en el circuito independiente o desafiando por títulos en otras promociones, como el título de la Revolución WildKat, el Campeonato SCW Southern Heavyweight Championship, el DWE Heavyweight Championship, el Freedom Pro Wrestling Heavyweight Championship, el CCW Southeastern Heavyweight Championship, el WOW Heavyweight Championship y el MPW Heavyweight Championship.
Otras apariciones independientes destacadas incluyeron un regreso único al truco de Steven Richards Right to Censor, donde derrotó a Jack Hurley en el SCW Fallout en Florida, reuniendo nuevamente al bWo para un Pro Wrestling Syndicate iPPV en Nueva Jersey se asoció nuevamente con Victoria para la promoción House of Hardcore de Tommy Dreamer en "HOH 3" y en el evento principal como la estrella titular del evento "Stevie Night Heat" de Canada Wrestling Elite. Richards desafió a Drew Galloway sin éxito por el Campeonato EVOLVE en Nebraska el 9 de septiembre de 2014. El 16 de noviembre de 2014 en House of Hardcore VII, Richards derrotó a Danny Doring.
El 4 de septiembre de 2015, Richards, Da Blue Guy y Hollywood Nova se reunieron para formar el torneo King of Trios 2015 de Blue Order para el torneo King of Trios 2015 de Chikara . Fueron eliminados del torneo en su primer partido de ronda por la Devastation Corporation (Blaster McMassive, Flex Rumblecrunch y Max Smashmaster).
El 28 de mayo de 2016, en Luisiana, Richards derrotó exitosamente a Curt Matthews para capturar el Campeonato de la Revolución WildKat. Richards retuvo el título sobre Matthews en una revancha el 23 de julio de 2016. Retuvo nuevamente sobre Bob Holly el 10 de septiembre de 2016. Después de su defensa, a Tards Long se le ofreció la oportunidad de abandonar el Campeonato Revolution y recibir un partido del Campeonato de Peso Pesado WildKat. en cambio. Richards aceptó la oferta. El 12 de noviembre de 2016, en el evento Revolution Rumble, Richards derrotó al campeón de peso pesado Bu Ku Dao por el pin para capturar el campeonato. Richards hizo su primera defensa exitosa la semana siguiente en Nueva Orleans, derrotando a Vordell Walker.
El 30 de julio de 2016, Richards participó en un torneo de Metro Pro Wrestling ante un nuevo campeón de peso pesado de MPW. Fue eliminado por Mike Sydal cuando Sydal usó las medias de Richards para apalancar.
El 7 de agosto de 2016, en Nashville, Richards derrotó a Aramis para ganar el Campeonato Nacional de Lucha Libre Pro. Richards regresaría para defender con éxito el campeonato en 2017 contra Nick Nero y Johnny Swinger.
Richards permaneció en la pelea por el título en la escena de lucha independiente cuando, el 5 de noviembre de 2016, en Miami, desafió a la contendiente N.º 1 al Campeonato de Peso Pesado de ICW en una triple amenaza con Shawn Prime y Gangrel, donde Gangrel fue victorioso.
Richards comenzó lo que llamó "El verano de Stevie" después de un giro en el talón en WildKat Sports Wrestling, que lo vería retener el Campeonato de Peso Pesado WildKat contra Ryan Davidson, Matt Lancie, J. Spade, el Mr. Anderson y Luke Hawx. Su partido contra Hawx tuvo lugar en el debut de WildKat en Filadelfia en el ECW Arena, donde Richards compitió en un anillo de Apollo Creed.
Al principio del 2021 anunció su retiro temporal.

### Ring of Honor (2015-2016)
El 29 de agosto, Stevie Richards debutó para Ring of Honor durante una entrevista en el ring con Kevin Kelly, que fue interrumpida por Jay Lethal, lo que llevó a una pelea entre los dos antes de romperse. El 26 de septiembre, Richards luchó (y perdió) ante el indiscutible campeón del mundo de ROH, Lethal, en un combate en el campo de pruebas. Aunque Richards perdió el combate, indicó que no abandonará la lucha y que regresará con ROH si la administración de Sinclair Broadcast Group (la empresa matriz de ROH) lo recuperará. Richards regresó a ROH el 19 de diciembre en un esfuerzo por perder al campeón de Campeonato Mundial de Televisión de ROH Roderick Strong. Richards regresó a ROH en enero de 2016, perdiendo ante Adam Cole. 
Richards regresó en junio de 2016 para una serie de partidos, participando en la gira "Road to Best in the World ". Richards regresó de nuevo en septiembre, en un esfuerzo por perder a Silas Young.

## En lucha

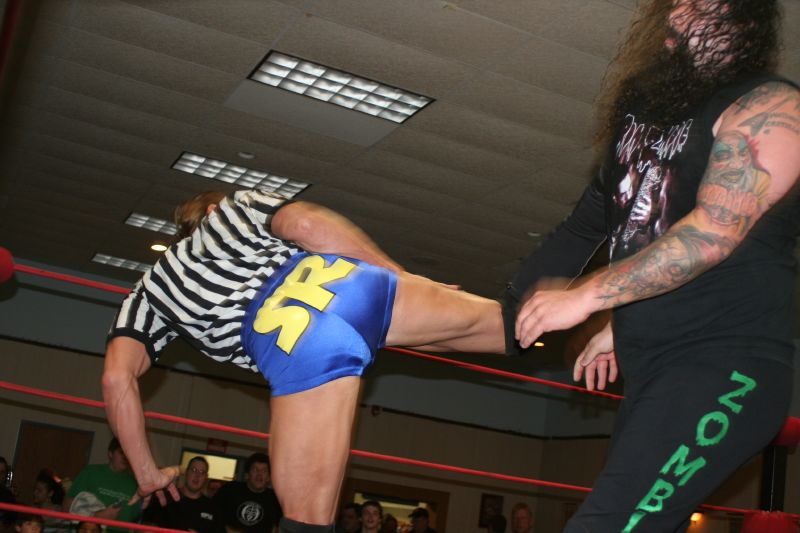
Richards realizando una "Stevie Kick".

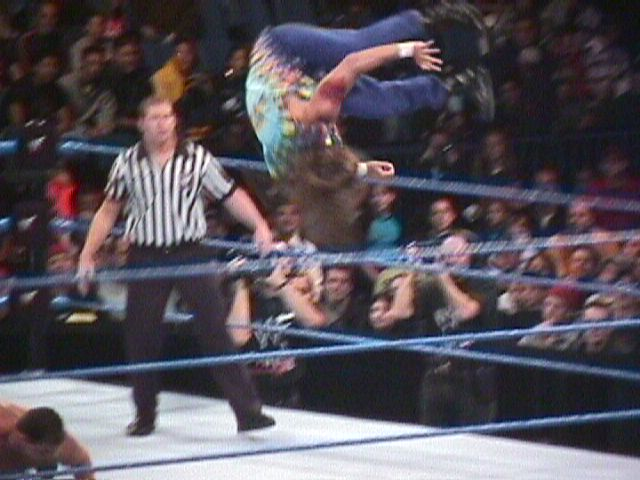
Richards realizando una "senton bomb".

- Movimientos finales
  - General Anesthesia[2][5] (Cobra clutch con bodyscissors) - 2009-presente
  - Pumphandle leg low blow
  - Stevie Bomb[1] (Sheer drop release powerbomb) - 1996-1998; parodiado de Kevin Nash
  - Stevie Kick[2] / Steven Kick[1][2] / Morality Check[1] (Side kick)[1] - 1992-2009
  - Stevie-T[1][2] (Lifting double underhook DDT)[1] - 1992-2009
- Movimientos de firma
  - Lifting neckbreaker slam[1]
  - Rat Trap[1] (Full nelson camel clutch)[1]
  - Standing powerbomb
  - Side kick - 2009-presente
  - Snake eyes - 1996-1998; parodiado de Kevin Nash
  - Walking sidewalk slam - 1996-1998; parodiado de Kevin Nash
  - Multiples high knee seguidos de vertical suplex
  - Reverse STO seguido de Koji clutch[1]
  - Double knee facebreaker
  - Leapfrog body guillotine a un oponente sobre la segunda cuerda
  - Single arm DDT
  - Sitout facebuster[1]
  - Schoolboy roll-up[1]
  - Snap suplex[1]
  - Jumping armbreaker
  - Senton bomb
  - Scoop body slam
  - Sitout sidewalk slam
  - Sitout Spinebuster
  - Suplex ift into a reverse neckbreaker slam
- Managers
  - Francine
  - Elisabeth Rouaffer
  - Cassidy Riley
  - Alexis Laree
  - Chastity
  - Victoria
- Luchadores dirigidos
  - The Pitbulls
  - Jazz
  - Abyss
  - Brian Adams
  - Bryan Clark
  - Daffney
  - Right to Censor (Bull Buchanan, The Goodfather & Val Venis) (c/Chastity & Ivory)
  - Victoria
- Entrance themes
  - "Dead And Bloated" by Stone Temple Pilots (ECW)
  - "Jesus Christ Superstar" by Andrew Lloyd Webber (ECW)
  - "Nitro" by The Offspring (ECW)
  - "Censorship" by Jim Johnston (WWF; used as a member of the Right to Censor)
  - "Big Style" by Freebie & The Bean from the Extreme Music library (WWF)
  - "Tuff Stuff" by Beamish from the Extreme Music library (WWF/WWE)
  - "You'll See" by Jim Johnston (WWE)
  - "Paging Dr. Stevie" by Dale Oliver (TNA)
  - "Rebirthing" by Skillet (WildKat Sports)
  - "Crash" by Scott Reinward (ROH)

## Campeonatos y logros

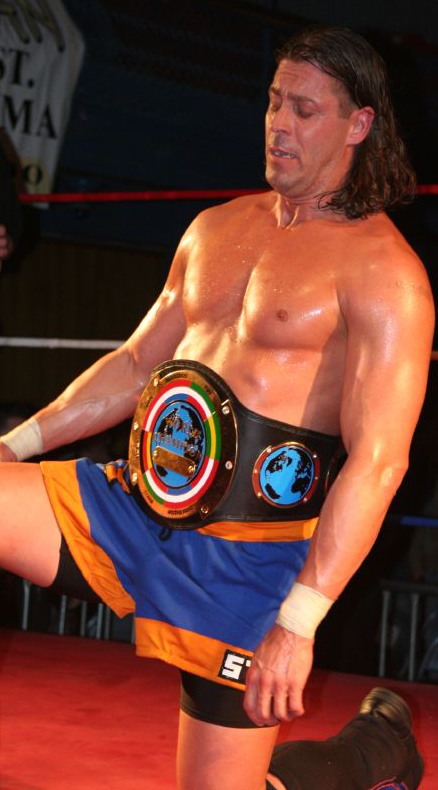
Richards como el campeón mundial de peso pesado de Top Rope Promotions en marzo de 2009.

- Allied Powers Wrestling Federation
  - APWF Heavyweight Championship (1 vez)

- Extreme Championship Wrestling
  - ECW World Tag Team Championship (2 veces) - con Raven

- Extreme Rising
  - Extreme Rising Championship (1 vez)

- Heartland Wrestling Association
  - HWA Heavyweight Championship (1 vez)

- Liberty All-Star Wrestling
  - LAW Heavyweight Championship (1 vez)

- Maryland Championship Wrestling
  - MCW Tag Team Championship (1 vez) - con Earl "The Pearl" Joshi

- Mid-Eastern Wrestling Federation
  - MEWF Heavyweight Championship (1 vez)

- NWA New Jersey
  - NWA National Heavyweight Championship (1 vez)
  - NWA New Jersey Light Heavyweight Championship (1 vez)

- NWA 2000
  - NWA 2000 Heavyweight Championship

- Steel City Wrestling
  - SCW Tag Team Championship (3 veces) - con Rahul Kay (1), The Blue Meanie (1) y Frank Stalletto (1)

- Ultimate Championship Wrestling
  - UCW Heavyweight Championship (1 vez)

- World Wide Wrestling Alliance
  - WWWA Intercontinental Championship (1 vez)

- World Wrestling Federation/World Wrestling Entertainment
  - WWF/E Hardcore Championship (22 veces)

- Pro Wrestling Illustrated
  - Situado en el Nº163 en los PWI 500 del 1995
  - Situado en el Nº97 en los PWI 500 del 1996
  - Situado en el Nº66 en los PWI 500 del 1997
  - Situado en el Nº344 en los PWI 500 del 1998
  - Situado en el Nº185 en los PWI 500 del 1999
  - Situado en el Nº215 en los PWI 500 del 2000
  - Situado en el Nº137 en los PWI 500 del 2001
  - Situado en el Nº93 en los PWI 500 del 2002
  - Situado en el Nº106 en los PWI 500 del 2003
  - Situado en el Nº106 en los PWI 500 del 2004
  - Situado en el Nº134 en los PWI 500 del 2005
  - Situado en el Nº251 en los PWI 500 del 2006
  - Situado en el Nº266 en los PWI 500 del 2007
  - Situado en el Nº210 en los PWI 500 del 2008
  - Situado en el Nº237 en los PWI 500 de 2009[6]
  - Situado en el Nº194 en los PWI 500 de 2010[7]